# Onze-Lieve-Vrouw-Hemelvaartkerk (Tholen)
De Onze-Lieve-Vrouw-Hemelvaartkerk is een rooms-katholieke kerk op Markt 22 in Tholen in de provincie Zeeland.

## Geschiedenis
De katholieke gemeenschap in Tholen had al aan het einde van de 13e eeuw de beschikking over een eigen kerk. De kerk in Tholen werd in 1398 een kapittelkerk. Nadat Tholen in 1577 de kant koos van Willem van Oranje moesten de rooms-katholieke inwoners de kerkdiensten bijwonen in schuilkerken in Halsteren of Lepelstraat. De overtocht naar Noord-Brabant werd aanvankelijk door de heren van Zeeland verboden op zon- en feestdagen en In 1648 werd na de Vrede van Münster de katholieke eredienst verboden. Na de inval van de Franse troepen in 1795 en de oprichting van de  Bataafse Republiek kwam er vrijheid van godsdienst en in november van datzelfde jaar werden er pastoors aangesteld in Tholen en in Nieuw-Vossemeer. De rooms-katholieke gelovigen volgden aanvankelijk hun kerkdiensten in een tot kerk verbouwde woning aan de Dalemsestraat vooraleer in 1818 de Waalse kerk aangekocht en verbouwd werd en op 12 mei 1819 ingewijd. Omdat het 16e-eeuwse kerkgebouw zo vervallen was besloot men in 1898 het af te breken en op dezelfde plaats een nieuwe kerk te bouwen.
De Waalse kerkgemeente heeft in Tholen bestaan van 1687-1818.
De huidige zaalkerk werd in 1900 gebouwd in neogotische stijl met een ingebouwde toren naar het ontwerp van architect P. Snel uit Hoorn. Verschillende voorwerpen uit het oude kerkgebouw werden hergebruikt, onder andere de klok uit 1831, twee beelden, de met zwart en wit marmeren communiebank en het orgel. De kerk werd op 19 november 1900 plechtig ingezegend.
Vanaf 1975 werd besloten samen te werken met de parochies van Oud-Vossemeer, Lepelstraat en Halsteren onder de naam HALTO. Uiteindelijk leidde dit in 2008 tot de fusie van de 4 parochies tot de Sint Christoffel Parochie.

## Beschrijving
De zaalkerk van 22 meter lang en 9 meter breed is opgetrokken uit roodbruine baksteen en heeft een vierkante toren die afgesloten wordt door een achtkantig bouw met een achthoekige spits. De topgevel bezit in het midden een vooruitspringende ingangspartij met een dubbele deur, en glas in lood-spitsboogvensters in spitsboogvormige nissen. De kerk is voorzien van een zadeldak met leien en enkele dakkapellen.

## Interieur
Het houten tongewelf werd in 1911 voorzien van schilderingen met Bijbelse voorstellingen van Anton Ferderle uit Kleef. Het neogotische altaar en preekstoel en een aantal beelden werden in 1901 vervaardigd door beeldhouwer M. van Bokhoven te ’s-Hertogenbosch. Het 4,35 meter brede en 6,50 meter hoge.altaarschilderij uit 1911 van Huib Luns werd in 2004 grondig gerestaureerd.

### Orgel
Het eerste orgel werd omstreeks 1813 gebouwd voor de Maria Magdalenakerk te Goes en in 1837 in de Waalse kerk geplaatst. Het huidige orgel werd in 1942 bij de firma Spiering in Goes besteld maar pas in 1947 gebouwd. In 1989 werd het gerestaureerd door de firma A. Nijsse & Zn. Uit Oud-Sabbinge.

## Fotogalerij

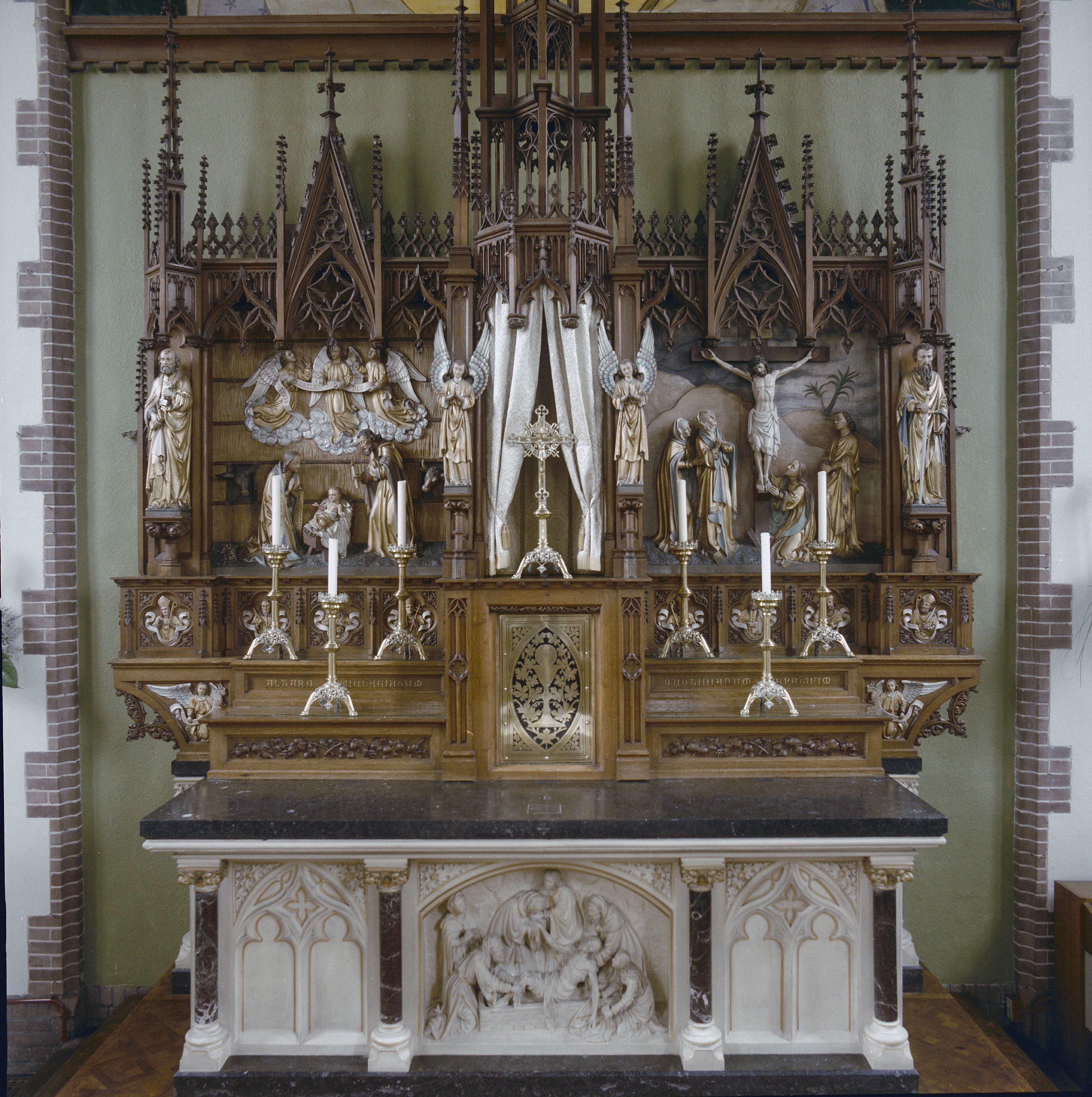
Het hoofdaltaar uit 1901
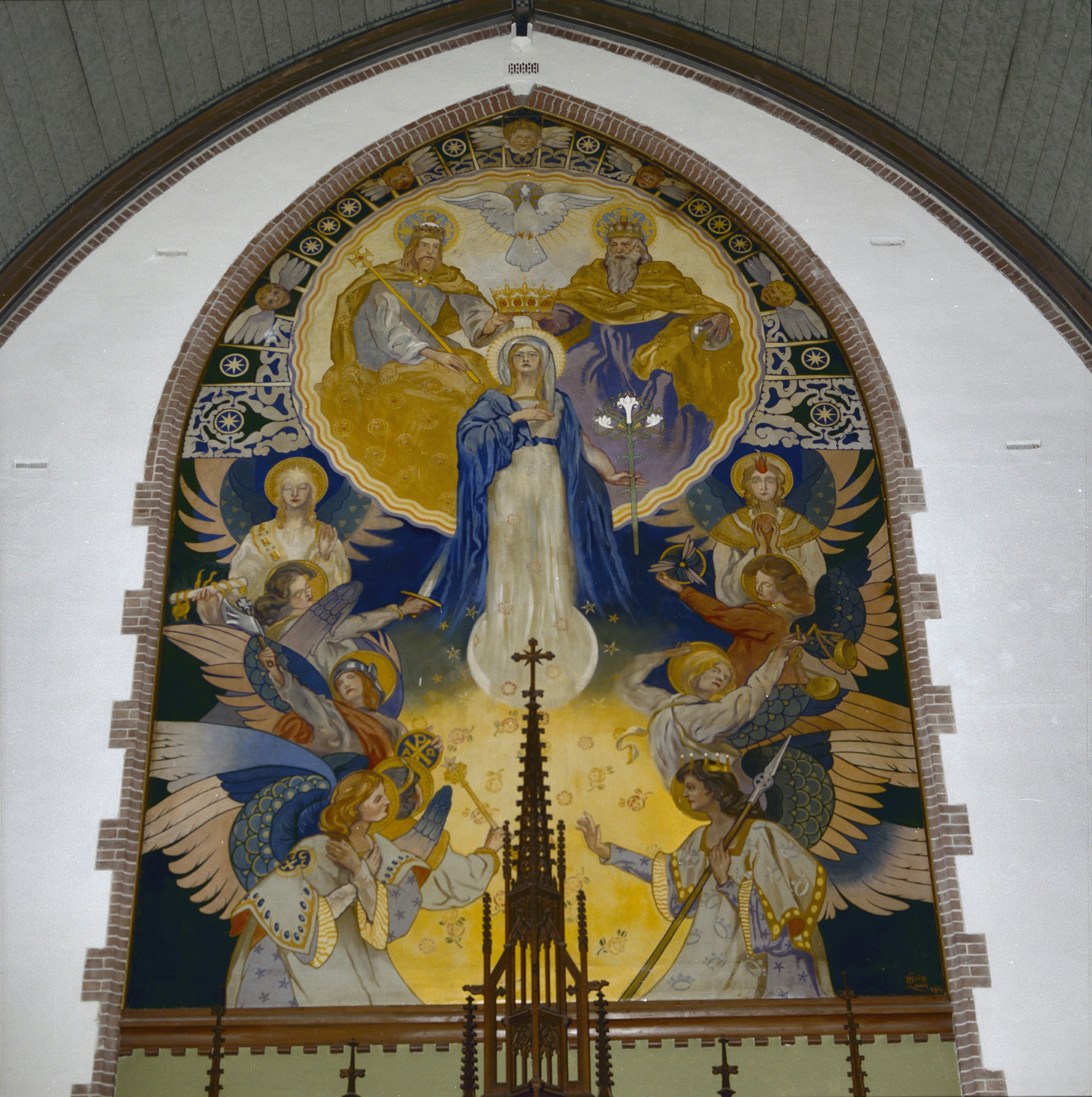
Het altaardoek uit 1911
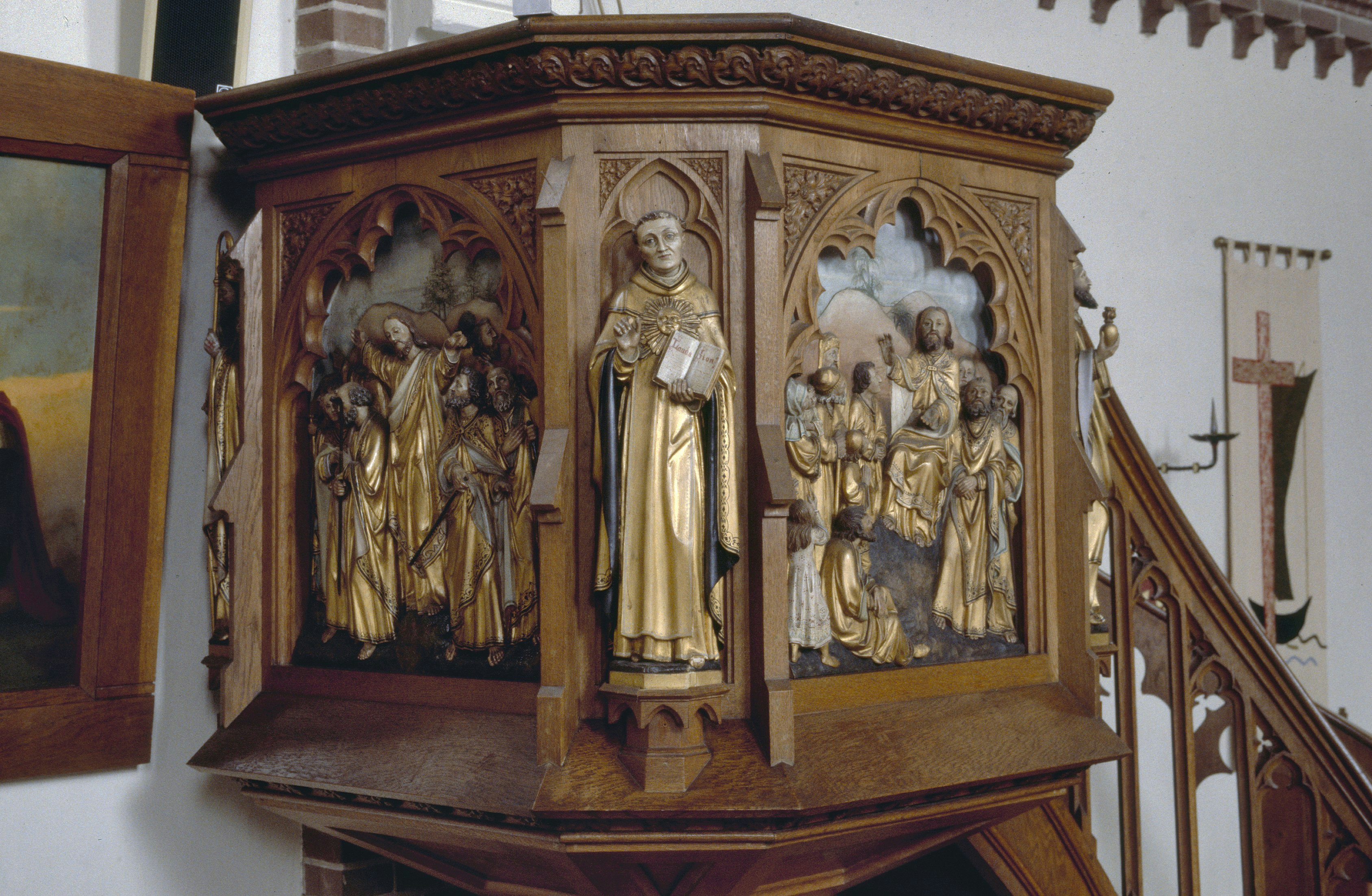
De preekstoel uit 1901
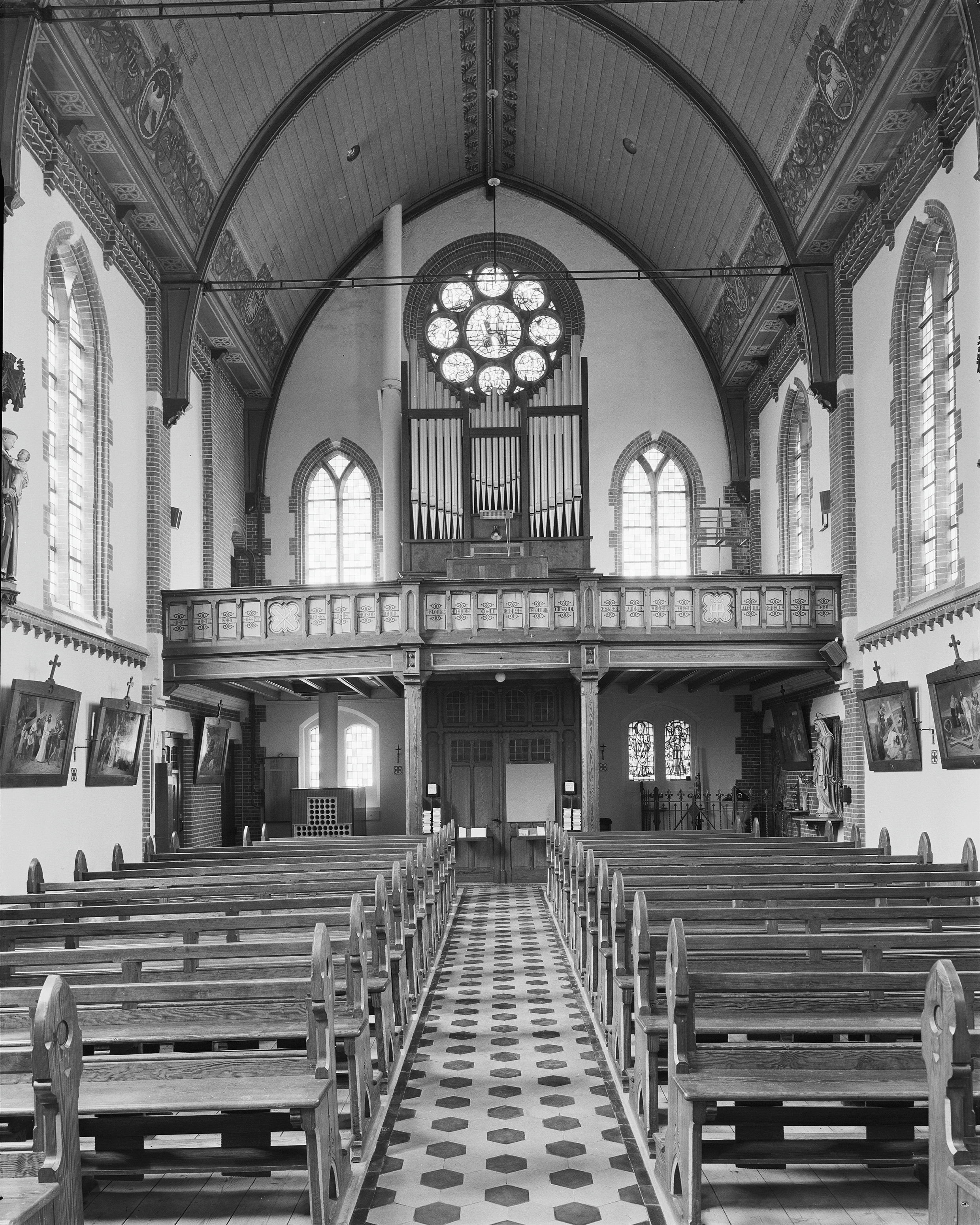
Interieur met orgel